# Auguste Escoffier
Georges Auguste Escoffier (28 tháng 10 năm 1846, Villeneuve-Loubet - 12 tháng 2 năm 1935, Monte-Carlo) là một đầu bếp người Pháp nổi tiếng.
Được mệnh danh là "vị vua của các đầu bếp, đầu bếp của các vị vua" (roi des cuisiniers, le cuisinier des rois), Auguste Escoffier đã hiện đại và hệ thống hóa nền ẩm thực cao cấp do Marie-Antoine Carême sáng tạo. Ông còn phát triển khái niệm "đội nấu bếp" cùng hợp lý hóa việc phân chia nhiệm vụ trong một ê kíp. Đồng thời Auguste Escoffier còn chú ý đến tạo hình ảnh một người đầu bếp: sạch sẽ, tỉ mỉ, không uống rượu, không hút thuốc, không nóng giận.
Là người cộng tác của César Ritz, Auguste Escoffier là bếp trưởng của các khách sạn Grand Hôtel ở Monte-Carlo, Monaco, của Grand National ở Lucerne, của Savoy và Carlton ở London, Ritz ở Paris và New York. Hồ Chí Minh khi ở London cũng từng làm phụ bếp cho Auguste Escoffier trong khách sạn Carlton.
Auguste Escoffier đã đào tạo nhiều học trò như Paul Thalamas, Paul Jullemier, Eugène Herbodeau, Joseph Donon... và ông còn sáng tạo ra đào Melba, lê Belle-Helene và món bành kếp Suzette (crêpe Suzette).

## Tác phẩm
- Le guide culinaire. Aide mémoire de cuisine pratique. Cùng các đồng nghiệp Philéas Gilbert và Émile Fétu, Flammarion, 1903.
- Le livre des menus. Complément indispensable du guide culinaire, 1912.
- Ma Cuisine, 1934.
- Le Traité sur L'art de Travailler les Fleurs en Cire, 1886
- Les Fleurs en Cire, 1910
- Le Carnet d'Epicure, 1911
- L'Aide-memoire Culinaire, 1919
- Le Riz, 1927
- La Morue, 1929
- Les Tresors Culinaires de la France 2002, tuyển tập bởi L. Escoffier từ Carnet d'Epicure
- Một tạp chí tên Les Carnets d'Épicure.